# Alexander Fadejev
Alexander Alexandrovitj Fadejev (ryska: Алекса́ндр Алекса́ндрович Фаде́ев), född 24 december 1901, död 13 maj 1956, var en sovjetisk författare och ordförande för Sovjetiska författarunionen mellan 1946 och 1954.
Den tyska utgåvan av romanen Die Neunzehn (1925) brändes demonstrativt av nazisterna under de landsomfattande bokbålen i Nazityskland 1933.

## Biografi
Fadejev är mest känd för sin roman Det unga gardet från 1945, som bygger på en Komsomol-cells kamp mot nazistiska ockupanter i staden Krasnodon i Ukrainska SSR under andra världskriget, och för denna tilldelades han Stalinpriset år 1946. Under 1940-talet förespråkade Fadejev den s.k. Zjdanovdoktrinen, en kritik- och marginaliseringskampanj riktad mot sovjetiska kulturpersonligheter vars verk ansågs representera USA och imperialismen, och han stoppade publiceringar av Boris Pasternaks verk. Hans ståndpunkter i kulturfrågor orsakade en kulturell öst/väst-konflikt på Första kongressen för intellektuella för försvar av freden 1948.
Efter den s.k. avstaliniseringen blev Fadejev alkoholiserad och begick självmord. Enligt vissa källor var orsaken till detta det s.k. tövädret under Chrusjtjov, och i sitt avskedsbrev uttryckte han sig negativt om det nya ledarskapet i Sovjetunionen.

## Översättningar till svenska
- Det unga gardet (Молодая гвардия; övers. Carl Herald, 1950).
- Förintelse. En berättelse om ett partisanförbands kamp under inbördeskriget i Sovjet (Разгром; 1971, övers. Ulrika Backlund och Ann Christine Persson).